# Filature textile
Pour les articles homonymes, voir Filature.

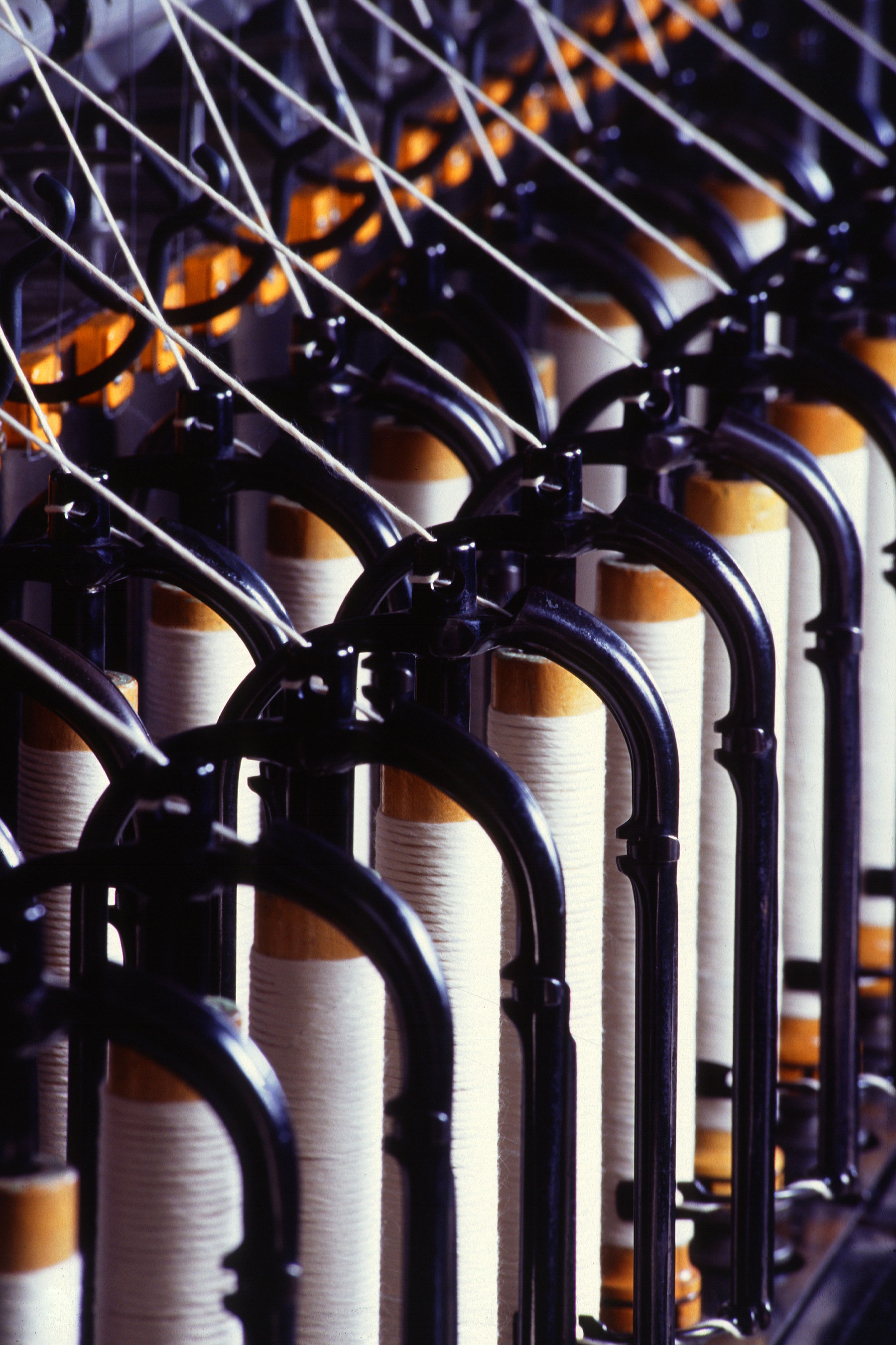
Bobine de fils dans une filature.

Une filature est une usine de filage textile industriel.
Dès la révolution industrielle à la fin du XVIIIe siècle, la notion d'usine s'impose. Par opposition à la manufacture (fabrication manuelle), on y utilise des 
machines en grand nombre. Comme le métier à tisser s'est amélioré techniquement, les usines de tissages prennent le dessus sur les filatures.
On distingue deux types de filatures, la filature cotonnière pour des fibres « courtes » de longueur moyenne de 40 mm et la filature type laine pour les fibres « longues » de longueur moyenne de 80 mm.

## La filature cotonnière
On distingue deux types de procédés de « filature », le cycle cardé et le cycle peigné (plus cher mais de meilleure qualité).
On remarque au passage un faux-ami pour les non-initiés. En effet, le cycle « peigné » comporte quand-même un cardage, mais inclut en plus une opération de peignage.
Cycle cardé : battage/ouvraison (nettoyage et préparation de la fibre) → chargeuse/peseuse → cardage (parallélisation des fibres) → banc d'étirage (mélange et affinage du ruban) → banc à broches (affinage et torsion de la mèche)  → filature → bobinage avec épuration (élimination des défauts).

Cycle peigné : idem sauf passage supplémentaire sur peigneuse (nettoyage de la fibre et élimination des fibres courtes) et assembleuse (mélange et affinage du ruban).

 NOTE : En matière de coton, il ne s'agit que de fibres courtes, éliminées lors du cardage de la fibre lainière par le double cycle de carde.

## La filature lainière
Cycle cardé : chargeuse/peseuse → cardage.

NOTE : Il s'agit là du cardage à la main ou au rouet. 

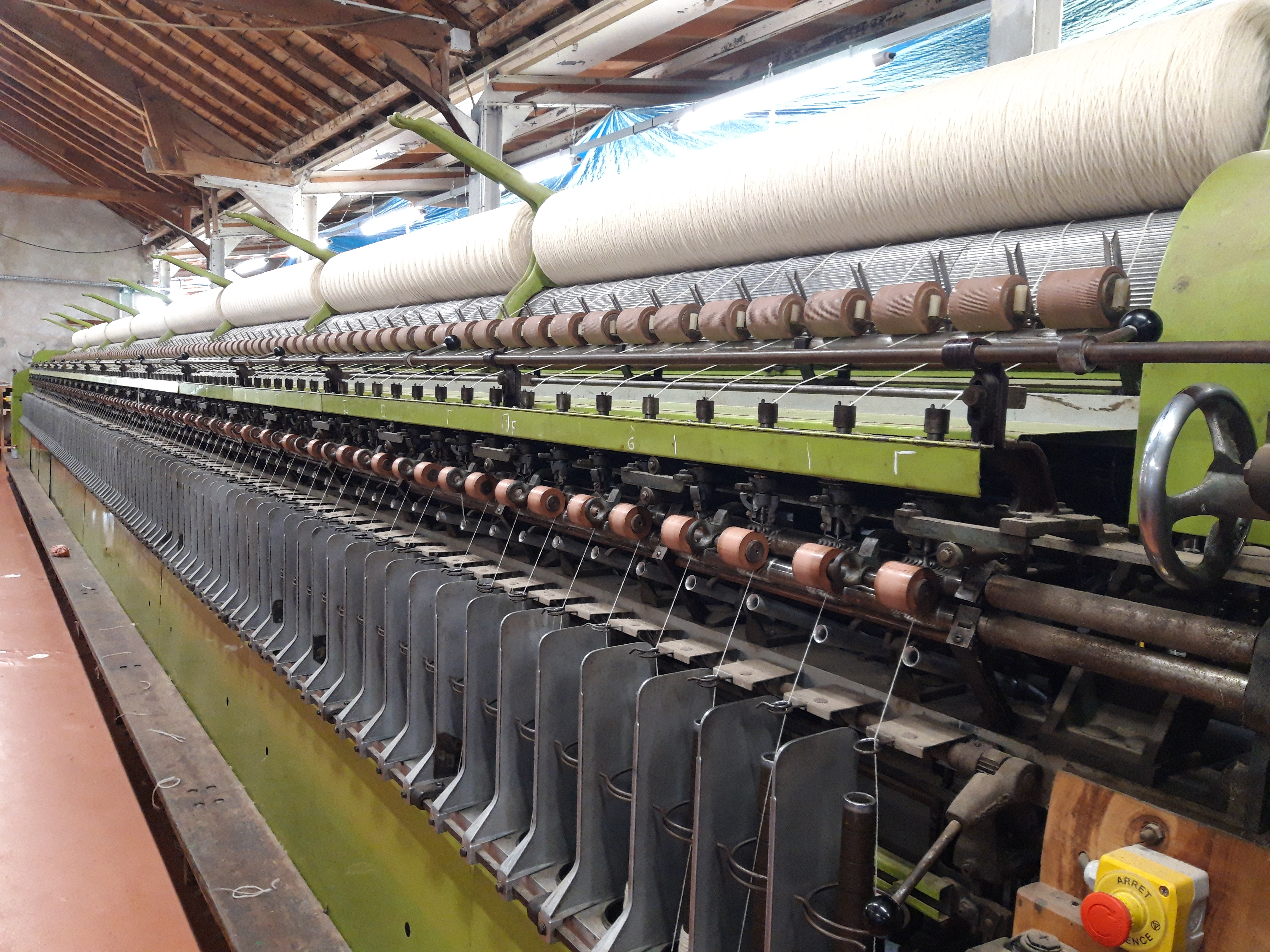
Train de carde à laine (Filature de Niaux)

Le cycle peigné correspond mieux au cardage d'entreprise auquel on pourrait ajouter des étapes afin de compléter la vraie vie du fil. Nous reprenons donc (tel que, par exemple, à la Filature du Valgaudemar) : Mélange → ensimage → ouverture de la matière → double ouverture de la matière pour homogénéité → chargeuse / peseuse → 1er cardage avec la briseuse → Etalage / nappage → 2e cardage avec la fileuse → mise en pré-fil (mèche)(diviseur à lanières + frotteurs à manchon) → filage (mise en torsion et étirage de la mêche pour lui donner ses caractéristiques mécaniques) → bobinage avec épuration → lavage pour enlever l'ensimage- re-torsion du fil (en 2-3-4-etc fils ou mise en écheveaux puis mise en pelotes). Nota : la teinture se fait, selon les matières, avant le cycle de cardage ou après la mise en fil.
Cette méthode se vérifie dans beaucoup de filature. Leur savoir-faire est reconnu en France par l'Inventaire du patrimoine culturel immatériel après une enquête pratiquée dans la filature Terrade, à Felletin (Limousin).
Cycle peigné : chargeuse / peseuse → cardage → peignage → mélangeuse → gills → autorégulateur → avant finisseur → finisseur (frotteur à manchon ou banc à broches) → filature → bobinage avec épuration.

## Méthodes de filage
Il existe plusieurs conceptions de filage des fibres.
Méthode « ring »
Le fil est renvidé sur un fuseau (petit support en carton ou en plastique) qui tourne. Le sens de rotation donne le sens de torsion, S si le fuseau tourne dans le sens contraire des aiguilles d'une montre ou Z si le fuseau tourne dans le sens horaire. Conventionnellement, sauf usage spécifique, les fils "simples" (comportant un seul brin), sont en torsion Z.
Méthode « open-end »
Le fil est formé par la force centrifuge dans une turbine qui tourne à très haute vitesse.Contrairement au "ring", le fil open-end n'a pas de sens de torsion car la torsion sur les fibres n'est que périphérique, le cœur du fil n'est pas tordu.
Méthode « ply-fil ou repco »
Le fil est tordu par frottement, ce qui a pour conséquence que le fil présente une petite longueur en torsion S, suivie d'une petite longueur sans torsion, puis suivie d'une petite longueur en torsion Z.